# Lupicinus (évêque)
Pour les articles homonymes, voir Lupicinus.
Lupicinus est un évêque de Lyon du Ve siècle.
On ne sait rien de lui hormis qu'il a été enseveli à Saint-Just.